# Parafia św. Antoniego z Padwy w Grzybnie
Parafia pw. św. Antoniego z Padwy w Grzybnie – parafia rzymskokatolicka z siedzibą w Grzybnie, należąca do dekanatu Banie, archidiecezji szczecińsko-kamieńskiej, metropolii szczecińsko-kamieńskiej. W parafii posługują księża archidiecezjalni. Według stanu na listopad 2023 administratorem parafii był ks. Jan Patocki. 

## Kościół parafialny
Kościół św. Antoniego z Padwy w Grzybnie

## Kościoły filialne
- Kościół św. Wawrzyńca w Kamiennym Jazie[1]
- Kościół Matki Bożej Nieustającej Pomocy w Strzelczynie[1]